# Dorothy Kilgallen
Dorothy Mae Kilgallen, née le 3 juillet 1913 à Chicago et morte le 8 novembre 1965 à Manhattan, est une journaliste américaine et une panéliste de jeux télévisés.

## Biographie
Sa famille était d'origine irlandaise et elle était catholique. Mariée en 1940 à Richard Kollmar, elle a eu trois enfants. Kilgallen a travaillé pour la presse écrite, d'abord le New York Journal du groupe Hearst, et pour  la télévision. Elle a couvert notamment le procès de Bruno Hauptmann. Avec son mari, elle a animé l'émission Breakfast with Dorothy and Dick sur la radio WOR (AM), de 1945 à 1963. À partir de 1950, elle a animé What's My Line ? sur CBS. En 1962, elle a été la première journaliste à révéler les relations entre le président Kennedy et Marilyn Monroe.

## Enquête sur l'assassinat de John F. Kennedy
Sceptique sur les conclusions de la Commission Warren, Kilgallen a publié l'interrogatoire de Jack Ruby par Earl Warren, et elle a interviewé Ruby durant huit minutes. Elle réservait ses informations pour un livre qu'elle projetait sur l'assassinat de Kennedy quand elle a été retrouvée morte à son domicile. L'explication du médecin légiste sur un empoisonnement à l'alcool et aux barbituriques n'a pas convaincu ses proches, et sa mort reste suspecte.